# École nationale de l'aviation civile
A École nationale de l'aviation civile (ENAC) é uma grande école de engenharia aeronáutica, de pilotos de linhas aéreas e de engenharia aeroespacial, É uma instituição de ensino superior pública localizada na cidade do Toulouse na França, fazendo parte da France AEROTECH da qual também fazem parte a Arts et Métiers ParisTech, ENSEIRB-MATMECA, Centrale Lyon e a Centrale Nantes.
A universidade tem uma Fundação que contribui para o seu desenvolvimento. Os graduados são representados dentro da associação ENAC Alumni.

## Graduados famosos
- Jean-Baptiste Djebbari, ex-ministro dos Transportes
- Meziane Idjerouidene, ex-gerente geral da Aigle Azur
- Patrick Ky, presidente da AESA